# 桃中軒雲右衛門 (1936年の映画)
『桃中軒雲右衛門』（とうちゅうけんくもえもん）は、1936年に公開された成瀬巳喜男監督の日本映画。
真山青果の同名戯曲が原作。
明治時代から大正時代にかけて活躍した浪曲師桃中軒雲右衛門 (1873-1916)が主人公。

## スタッフ

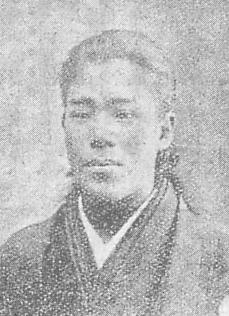
桃中軒雲右衛門 (1873-1916)

- 監督 - 成瀬巳喜男[1]
- 脚本 - 成瀬巳喜男[1]
- 原作 - 真山青果[1] 戯曲[3]『桃中軒雲右衛門』
- 撮影 - 鈴木博[1]
- 装置 - 北猛夫[4][5]
- 音楽 - 伊藤昇[2]
- 録音 - 山口淳[4]
- 編集 - 岩下広一[2]

## キャスト
- 月形龍之介 - 桃中軒雲右衛門[4][5]
- 細川ちか子 - お妻[2]（雲右衛門の妻）
- 千葉早智子 - 千鳥[2]
- 藤原釜足 - 松月[2]
- 伊東薫 - 泉太郎[2]（雲右衛門の息子）
- 三島雅夫 - 倉田[2]
- 市川朝太郎 - 滝右衛門[2]
- 小杉義男 - 桃雲[2]
- 御橋公 - 磯野[2]
- 伊達信 - 秋葉[2]
- 澄川久[4]
- 小沢栄[4]
- 丸山章治[4]